# Caridina plicata
Caridina plicata е вид десетоного от семейство Atyidae.

## Разпространение
Видът е разпространен в Китай (Дзянси).